# HMS Indefatigable (R10)
L'HMS Indefatigable (Pennant number R10), settima nave da guerra britannica a portare questo nome, è stata una portaerei della classe Implacable, appartenente alla Royal Navy. Costruita nei cantieri John Brown & Company, venne impostata il 3 novembre 1939, due mesi dopo lo scoppio della seconda guerra mondiale, varata l'8 dicembre 1942 ed entrò in servizio il 3 maggio 1944.

## Servizio
All'ingresso in servizio, venne assegnata alla Home Fleet con base a Scapa Flow. Il 17 luglio prese parte insieme alle portaerei Formidable e Furious ad una missione di bombardamento della nave da battaglia tedesca Tirpitz ancorata in acque norvegesi. Gli attacchi lanciati dagli aerei imbarcati non andarono a segno a causa delle cortine fumogene alzate dalle forze nemiche.
Il 10 agosto attaccò i campi di aviazione di Gossen insieme alle portaerei Trumpeter e Nabob, con la scorta degli incrociatori Kent e Devonshire. Durante la missione venne anche posato un campo minato tra Lepsøy e Haramsa. Il 22 agosto prese parte ad un nuovo attacco alla Tirpitz, anche questo infruttuoso. Due giorni dopo, durante una missione simile, l'unità nemica venne colpita due volte senza però causare danni importanti. Il 29 agosto partecipò all'ultima missione del genere{{cita|Sainsbury|p. 362}}, prima che il compito di distruggere o rendere inservibile la nave da battaglia nemica venisse affidato ai bombardieri della RAF.
In settembre venne deciso il trasferimento dell'unità nella British Pacific Fleet, allora ancora in via di creazione. Il 10 dicembre giunse quindi a Colombo, riunendosi alle portaerei Illustrious, Indomitable e Victorious per formare il 1º Squadrone portaerei della nuova Flotta. Dal gennaio 1945 si unì alla Task force 53 negli attacchi contro le basi giapponesi a Sumatra, attaccando il 4 gennaio le installazioni di Pangkalan Brandan. Il 16 gennaio effettuò nuovi bombardamenti durante il passaggio in Australia per entrare in servizio con la British Pacific Fleet. Il 24 gennaio partecipò all'attacco alle raffinerie di Palembang, durante il quale vennero anche distrutti 14 caccia giapponesi. Vennero però persi 25 caccia durante l'appontaggio, a causa del cattivo tempo. Cinque giorni dopo attaccò le installazioni industriali di Soengi-Gerong, durante i quali tutti i tentativi giapponesi di attacco alla flotta vennero neutralizzati.
Giunta a Sydney all'inizio di febbraio, venne quindi assegnata alla Task Force 112 per operare sotto comando statunitense nella United States Fifth Fleet. Il 28 febbraio salpò per raggiungere la zona di operazioni, nel frattempo le unità britanniche vennero rinominate Task Force 57. Giunta ad Ulithi il 18 marzo, dal 26 prese parte agli attacchi sulle isole Sakishima-Gunto, denominati operazione Iceberg. Il 1º aprile venne colpita da un aereo kamikaze che esplose alla base della sovrastruttura uccidendo quattordici marinai. Grazie al ponte corazzato l'unità riuscì a tornare pienamente operativa in poche ore.
L'11 aprile bombardò i campi di aviazione sull'isola di Formosa. Il 20 aprile seguente rientrò quindi a Leyte per riparazioni, tornando operativa dal 1º maggio e venendo impiegata nuovamente nella zona delle Sakishima-Gunto. Due giorni dopo un colpo accidentalmente partito da un cannone di un Avenger uccise un marinaio e ne ferì altri due. Tra il 4 ed il 25 maggio venne impiegata insieme alla Formidable, alla Indomitable e alla Victorious in azioni congiunte con le portaerei statunitensi. In giugno tornò quindi in Australia per riparazioni ed un periodo di riposo. Il 28 giugno, al momento di salpare per tornare in zona di combattimento, rimase alla base in seguito ad un problema tecnico. Il 20 luglio partecipò ad operazioni di bombardamento sulle isole principali giapponesi. Il 24 luglio attaccò quindi la zona di Yokoshima. La portaerei di scorta Kayo venne danneggiata 10 miglia a nordest di Oita.
Il 9 agosto partecipò agli attacchi nella zona settentrionale di Honshu e Hokkaidō. Pochi giorni dopo, il 12 agosto, fu costretta a tornare a Manus insieme alle altre unità britanniche a causa della scarsità di carburante disponibile per la Royal Navy, vista la separazione delle linee di rifornimento tra le marine alleate. Il giorno successivo attacco gli stabilimenti chimici di Onagawa. Il 15 agosto, ultimo giorno delle ostilità, attaccò i campi di aviazione di Hisaruki e Nobara. Nello stesso giorno venne attaccata violentemente da unità giapponesi anche dopo l'orario fissato per la cessazione delle attività belliche. Il 27 seguente giunse quindi nella baia di Tokyo per la resa ufficiale del Giappone.
Il 2 settembre presenziò quindi alla cerimonia di resa, tornando a Sydney il 28 settembre. La Indefatigable venne quindi utilizzata per trasportare in patria i prigionieri di guerra alleati liberati in Giappone. Nel dicembre 1945 l'unità visitò la Nuova Zelanda, mentre nel gennaio 1946 visitò Melbourne insieme alla Implacable. Venne quindi utilizzata nuovamente come trasporto truppe tornando in patria nel mese di settembre. Nel 1947 venne quindi trasferita nella riserva dove rimase fino al 1951 quando, dopo lavori di ammodernamento, divenne ammiraglia dello Squadrone d'addestramento. La nave tornò in riserva nel 1954, venendo quindi messa in vendita due anni dopo. Venduta alla BISCO, giunse a Dalmuir per la demolizione il 4 novembre 1956.